# Велюнь-Залесе
Велюнь-Залесе (пол. Wieluń-Zalesie) — село в Польщі, у гміні Бежунь Журомінського повіту Мазовецького воєводства.
Населення — 53 особи (2011).
У 1975-1998 роках село належало до Цехановського воєводства.

## Демографія
Демографічна структура станом на 31 березня 2011 року:
|          | Загалом | Допрацездатний вік | Працездатний вік | Постпрацездатний вік |
| -------- | ------- | ------------------ | ---------------- | -------------------- |
| Чоловіки | 30      | 7                  | 18               | 5                    |
| Жінки    | 23      | 4                  | 15               | 4                    |
| Разом    | 53      | 11                 | 33               | 9                    |